# Robert Doering-Manteuffel
Johann („Hans“ bzw. „Hanns“) Robert Christoph Karl Doering-Manteuffel (* 3. Oktober 1905 in Wohlau, Provinz Schlesien; † ca. 1967) war ein deutscher Dramaturg.

## Leben und Wirken
Er war der jüngste Sohn von Robert Doering-Manteuffel und dessen Ehefrau Helene von Puttkamer. Zum 1. Mai 1933 trat er der NSDAP bei (Mitgliedsnummer 2.459.319). 1935 wurde er an der Universität Leipzig mit seiner Dissertationsschrift Dresden und sein Geistesleben im Vormärz. Ein Beitrag zur Geschichte des kulturellen Lebens in der sächsischen Hauptstadt zum Dr. phil. promoviert. Die Arbeit erschien im Risse-Verlag (Dresden). Bereits einige Zeit zuvor war er als Dramaturg am Staatlichen Schauspielhaus in Dresden tätig und wurde Mitglied der Ortsgruppe Dresden der Reichsschrifttumskammer und der Gottfried-Körner-Gesellschaft". Später stieg er am Dresdner Schauspielhaus zum Chefdramaturgen auf.
Er gab zahlreiche Programmhefte zu fast allen Aufführungen des Staatstheaters heraus und befasste sich intensiv mit der Oper- und Theatergeschichte der Stadt, insbesondere mit den Auswirkungen des Vormärzes auf das Geistesleben der sächsischen Landeshauptstadt, worüber er mehrfach publizierte und öffentliche Vorträge hielt. Daneben widmete er sich aber auch Theaterfragen der Gegenwart und den Themen „Ludwig Tieck und das Theater“ und „Jugend und Theater“.

## Schriften (Auswahl)
- Dresden und sein Geistesleben im Vormärz. Ein Beitrag zur Geschichte des kulturellen Lebens in der sächsischen Hauptstadt. Risse-Verlag, Dresden 1935.
- Die reitenden Boten des Konsistoriums gegen „Faust“. Ein theatergeschichtlicher Rückblick zur Neueinstudierung des großen Werkes. Dresden 1938.